# José Ogazón Fernández
José Ogazón Fernández (Sevilla, 3 de enero de 1931-ibídem, 25 de diciembre de 2010) fue un boxeador profesional español. Fue campeón de España en el peso mosca durante 4 años y 3.º de Europa.

## Biografía
José Ogazón Fernández se casó en 1963 (a los 32 años) con Marina Calvo Mota; se habían conocido en Barcelona. Tuvo que marcharse de Sevilla para ser algo en el boxeo.
A los 14 años de edad trabajó en el laboratorio de una farmacia. Dos años después, mientras trabajaba, empezó a entrenar para convertirse en boxeador. Desde los 16 años fue
amateur. En 1950 ―a los 19 años― se hizo boxeador profesional en la categoría peso mosca. Debutó en Valencia. Entrenaba todos los días en la Plaza de Toro de la Arenas (Barcelona).
Entre 1953 y 1957 fue campeón de España (Valencia).
Viajó a Johannesburgo (Sudáfrica), donde estuvo 4 meses y tuvo 3 victorias.
Cuando acabó su carrera profesional viajó a Escocia a los 33 años.
Cuando volvió a Sevilla se hizo entrenador del boxeo.
Tuvo que dejar el boxeo por un desprendimiento de retina. Se jubiló a los 55 años, y estuvo trabajando en una tienda de muebles.